# Amblypomacentrus clarus
Amblypomacentrus clarus là một loài cá biển thuộc chi Amblypomacentrus trong họ Cá thia. Loài này được mô tả lần đầu tiên vào năm 2000.

## Từ nguyên
Tính từ định danh trong tiếng Latinh mang nghĩa là "rõ ràng/khác biệt", hàm ý đề cập đến màu sắc của loài này nổi bật hơn so với Amblypomacentrus breviceps.

## Phạm vi phân bố và môi trường sống
A. clarus được ghi nhận rải rác ở Tây Thái Bình Dương, bao gồm các vị trí sau: bờ biển Campuchia; các đảo Palawan, Cebu và Bohol thuộc Philippines; các đảo Bali, Sulawesi và quần đảo Raja Ampat thuộc Indonesia.
A. clarus sống gần những rạn san hô ngoài khơi và trong các đầm phá, nơi có nền đáy bùn, cát hoặc bọt biển, ở độ sâu đến ít nhất là 25 m.

## Mô tả
A. clarus có chiều dài cơ thể tối đa được ghi nhận là 6 cm. So với A. breviceps, ba dải sọc nâu của A. clarus khá rõ ràng. Hai dải trên thân A. clarus nằm cách biệt nhau hoàn toàn, không nối với nhau qua một dải sọc trên vây lưng như thường thấy ở A. breviceps, và A. clarus cũng không có những hàng chấm xanh ở hai bên thân. Cá con của A. clarus lại không có màu vàng ở thân dưới và bụng như A. breviceps.
Số gai ở vây lưng: 13; Số tia vây ở vây lưng: 10–11; Số gai ở vây hậu môn: 2; Số tia vây ở vây hậu môn: 11; Số tia vây ở vây ngực: 16–17.

## Sinh thái học
Thức ăn của A. clarus chủ yếu là các loài động vật phù du. Cá con thường được nhìn thấy ở những chỗ cát lõm hoặc gần hang của các loài cá bống. Cá đực có tập tính bảo vệ và chăm sóc trứng.

## Thương mại
A. clarus đôi khi cũng được khai thác trong ngành thương mại cá cảnh.